# Tetanus (Physiologie)
Der Begriff Tetanus (aus altgriechisch τέτανος (tetanos) = Spannung, Krampf; auch tetanische Kontraktion oder Elektrotonus) bezeichnet in der Physiologie die durch elektrischen Strom bewirkte Form des Muskelkrampfes. Dabei unterscheidet man den unvollständigen vom vollständigen bzw. glatten Tetanus.

## Entstehung

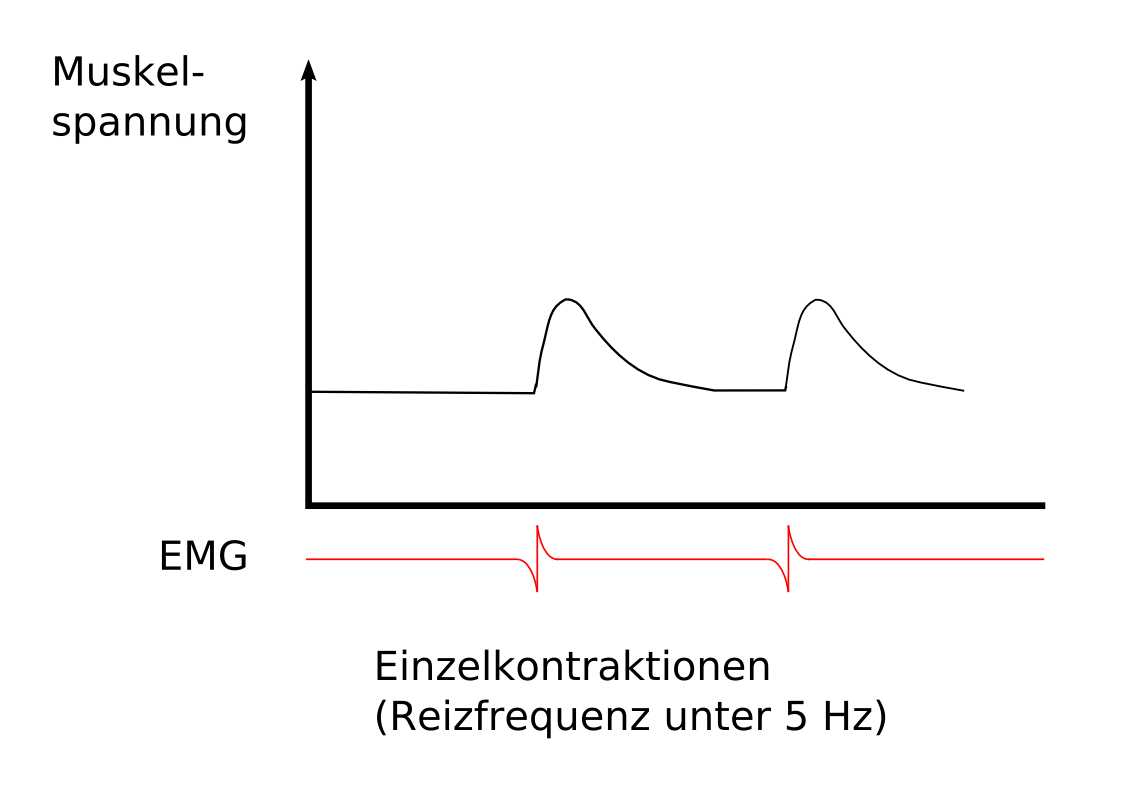
Schema: Muskelreaktion auf Einzelreize

Hinweis: Die genannten Frequenzen unterscheiden sich in der Literatur sehr stark. Oftmals ist dies durch die Art der experimentell genutzten Muskeln bzw. deren Ursprungsorganismus (z. B. Mensch, Frosch) bedingt.

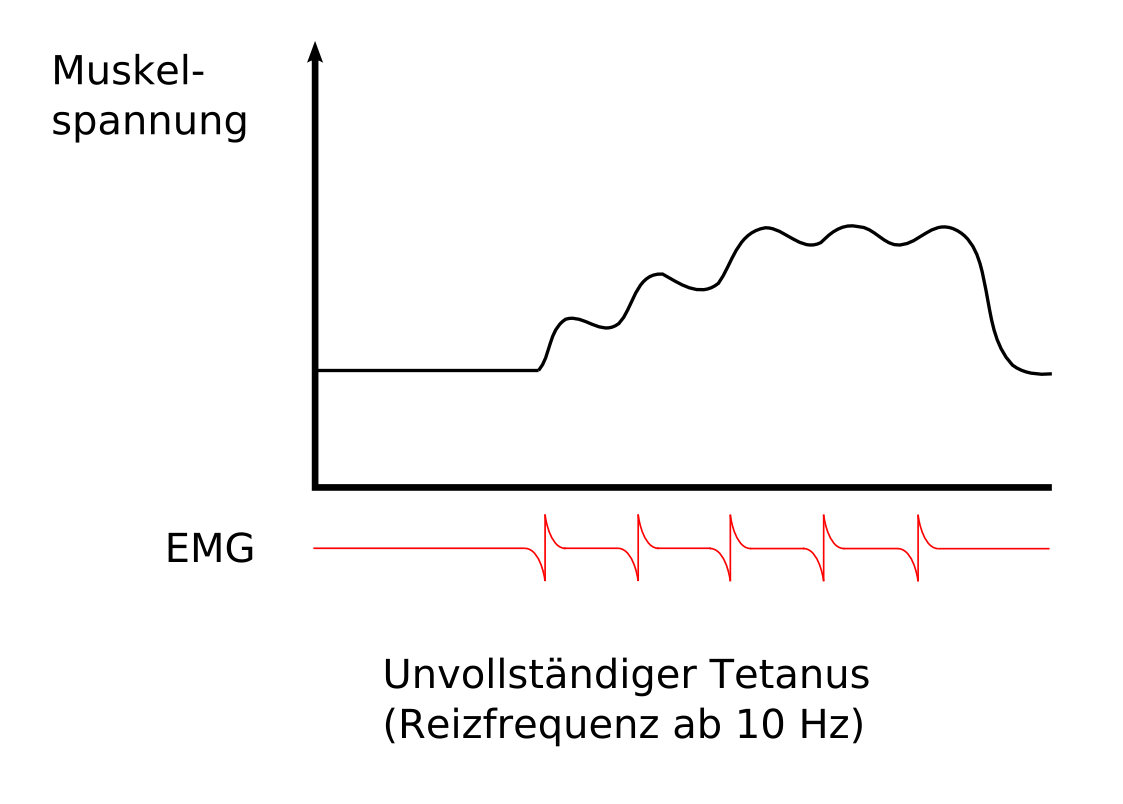
Schema: Unvollständiger Tetanus

Bei Reizfrequenzen im niedrigen Bereich (~ 5 Hz) reagiert der Skelettmuskel mit Einzelzuckungen, da das im Rahmen der elektromechanischen Kopplung freigesetzte Calcium, welches durch den Einstrom in das Cytosol der Muskelzelle die Kontraktion ermöglicht, durch eine Ca2+-ATPase vollständig aus dem Cytosol der Muskelzelle entfernt werden kann.

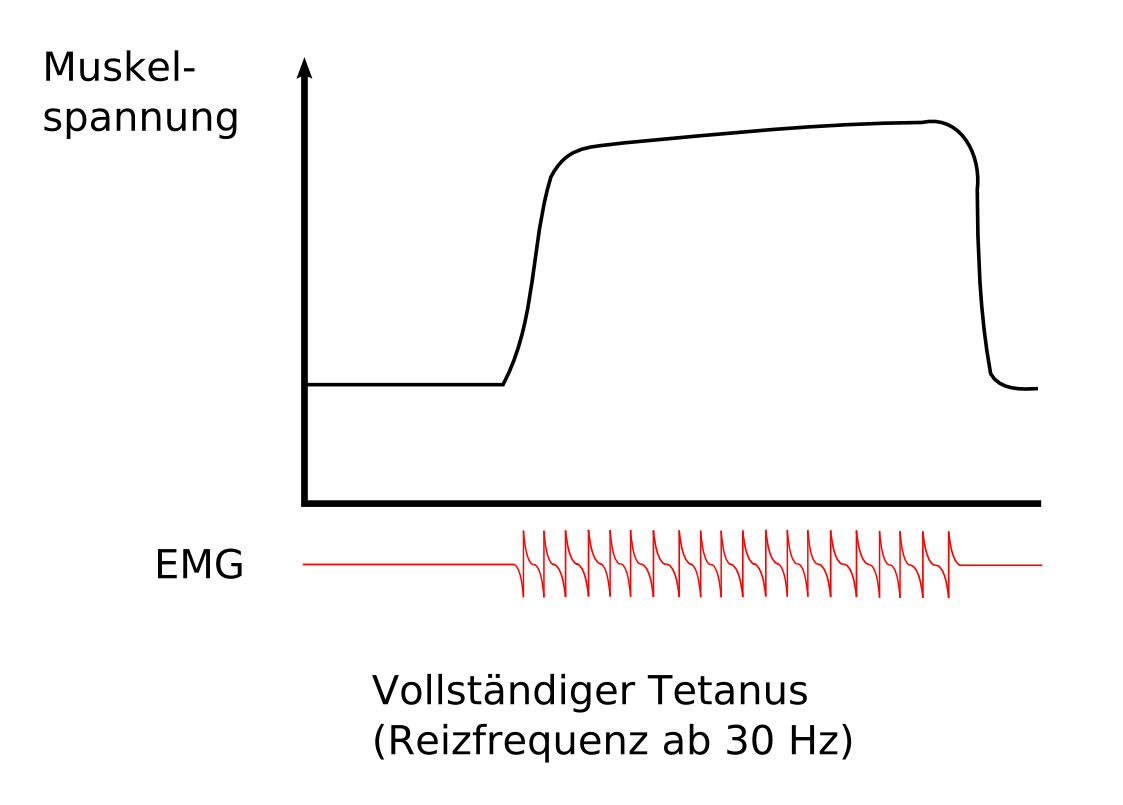
Schema: Vollständiger Tetanus

Wird die Frequenz der nervalen Erregungen auf ca. 10 Hz gesteigert, entweder durch das Zentralnervensystem oder im Experiment durch direkte Reizung der zum jeweiligen Muskel führenden efferenten Nervenbahn, so kommt es zur Überlagerung (Superposition) von Einzelzuckungen. Dabei nehmen die Spannungsmaxima zu, sind aber noch voneinander abgrenzbar (unvollständiger Tetanus). Grundlage dieses Effekts ist eine länger anhaltende erhöhte cytosolische Calcium-Konzentration, da die Kapazität und Geschwindigkeit der Ca2+-ATPase bei dieser Reizfrequenz nicht ausreichend sind, um die Calcium-Konzentration auf den Ruhewert von ungefähr 10−7 mol/l zu senken. Ab einer Frequenz von ca. 30 Hz kommt es zu einem glatten bzw. vollständigen Tetanus, bei dem die Einzelzuckungen nicht mehr voneinander abgrenzbar sind. Die erhöhte Kontraktilität durch den länger erhöhten cytosolischen Calciumspiegel geht mit einer Steigerung der Kontraktionskraft auf das 2- bis 8-fache einher.

## Fusionsfrequenz
Die Reizfrequenz, bei der ein Übergang vom unvollständigen zum vollständigen Tetanus stattfindet, wird als Fusionsfrequenz oder Verschmelzungsfrequenz bezeichnet. Das Intervall der auslösenden nervalen Reize muss dafür weniger als 1/3–1/4 der Zeit, die eine Einzelzuckung des Muskels andauert, betragen. Limitierend wirkt allerdings die Refraktärzeit der Muskelfasern, d. h. die Zeitspanne, in der nach einer vorherigen Erregung an der Zellmembran kein weiteres Aktionspotential auslösbar ist. Beim Skelettmuskel beträgt diese Refraktärzeit wenige Millisekunden. Während dieser Phase eintreffende Reize werden ausgelöscht.
Die Herzmuskulatur ist aufgrund ihrer langen Refraktärphase von 0,2 bis 0,3 Sekunden nicht tetanisierbar. Dadurch wird die lebensnotwendige regelmäßige Herzaktion ermöglicht, welche aus Phasen der Erschlaffung (Füllung) und Kontraktion (Auswurf des Blutes) besteht.
In der Skelettmuskulatur sind willkürliche Kontraktionen in der Regel überlagerte Einzelzuckungen. Soll eine höhere Kraft generiert werden, werden entweder weitere (einzeln zuckende) motorische Einheiten rekrutiert (räumliche Summation) oder die motorischen Einheiten mit steigender Frequenz aktiviert (zeitliche Summation). Bei dieser schnelleren Reizung kann es zu Überlagerung der Einzelzuckungen mit einer Kraftsteigerung bis hin zum vollständigen Tetanus kommen, anhaltende tetanische Kontraktionen aber sind insbesondere bei geringen generierten Kräften nicht die Regel.
Die Kontraktionen des Skelettmuskels erscheint "glatt", d. h., es können keine Einzelzuckungen aufgelöst werden und die Kontraktion verläuft homogen. Eine glatte Kontraktion ist jedoch nicht automatisch tetanisch, die vollständige tetanische Kontraktion aber ist andersherum immer glatt (zur Definition der tetanischen Kontraktion s. oben).